# Lestodiplosis cruenta
Lestodiplosis cruenta är en tvåvingeart som beskrevs av Jean-Jacques Kieffer 1898. Lestodiplosis cruenta ingår i släktet Lestodiplosis och familjen gallmyggor.
Artens utbredningsområde är Frankrike. Inga underarter finns listade i Catalogue of Life.